# NGC 1856
NGC 1856 (другое обозначение — ESO 56-SC73) — рассеянное скопление в созвездии Золотой Рыбы, расположенное в Большом Магеллановом Облаке.
Этот объект входит в число перечисленных в оригинальной редакции «Нового общего каталога».
Скопление находится в перемычке Большого Магелланова Облака. (33 ± 5)% звёзд скопления принадлежат к красной области главной последовательности, а остальные (67 ± 5)% — к синей. Возраст NGC 1856 — приблизительно 300 миллионов лет. На протяжении 150 миллионов лет в скоплении происходило звёздообразование, поэтому, несмотря на относительную молодость этого скопления, в нём обнаружено уширение точки поворота главной последовательности на диаграмме Герцшпрунга — Рассела. 